# 荣光街道
荣光街道，是中华人民共和国吉林省长春市二道区下辖的一个乡镇级行政单位。

## 行政区划
荣光街道下辖以下地区：
民丰社区、福安社区、宏盛社区、兴隆社区、岭东社区、长拖社区、四通社区、吉通社区和丰泰社区。